# Хематемеза
Хематемеза од (грч. речи αἷμα, haima - крв и ἔμεσıς - повраћање) или повраћање крви једна је од две видљиве манифестације крварења из дигестивног система (ДИС), у које поред хематемезе спада и хематохезија и/или мелена. Настаје као последицу крварења из проксималних делова дигестивног система завршно са дуоденојејуналним спојем. Карактерише се повраћањем свеже (црвене) крви или хематинизираног садржаја (тамнобраон до црне боје сличног талогу кафе) услед дејства хлороводиничне киселине која у контакту се крвљу ствара хематин који желудачном садржају даје црну боју. Манифестације хематемезе зависе од места крварења, интензитета крварења и присуства других болести које могу компромитовати природне механизме хемостазе. Губитак крви је просечно око 1.000 ml. Учестало и обилно повраћање крви указује на озбиљно крварење у ДИС-у, и захтева хитну дијагностику и правовремену терапију.
Најчешћи узроци хематемезе су гастродуоденални улкус и ерозије, заступљене у готово три четвртине случајева. Болесници са једном епизодом улкусног крварења имају доживотно два пута већи ризик новог крварења, а тиме и хематемезе, у односу на остали део популације, док болесници са две епизоде крварења имају више од 35% већу учесталост да поново прокрваре и повраћају крв.
У терапији болесника са хенатемезом, изазваном крварењем из горњих делова ГИС-а, најважнија је ендоскопска хемостаза, која спречава непотребни оперативни захват и лекове који смањују ацидитет (киселост) желудачног сока (инхибитори протонске пумпе). Од 3 до 15% епизода крварења у ГИС-у, са пратећом хематемезом, лечи се оперативно.

## Симптоми и клинички знаци крварења из дигестивног система
Хематемеза
Повраћање свеже (црвене) крви или хематинизираног садржаја (тамнобраон) услед дејства хлороводиничне киселине, настало као последица крварења из горњих (проксималних) делова дигестивног система (завршно са дуоденојејуналним спојем).
Хематохезија
Појава крв у столици настала као последица крварења из левог (нисходног) дела дебелог црева или некада и проксималнијих делова дебелог црева уколико је количина крви велика или је пасажа кроз дебело црево убрзана. Тако нпр. случају крварећег чира на дванаестопалачном цреву, убрзана пасажа цревног садржаја може довести до појаве црвене крви и коагулумана (угрушака) у ректуму (завршном цреву) чак и без повраћања крви.
Мелена
Појава црне, катранасте столице, која указује на крварење из горњих делова дигестивног система или понекад из доњих делова дигестивног система уколико је пасажа цревног садржаја успорен.

## Епидемиологија
Морбидитет
Крварење из горњих партија дигестивног система, у којима је један од централних симптома хематемеза, имају инциденцу од 150 на 100.000 одраслих годишње и представља разлог за 1,5% свих ургентних хоспитализација болесника у 21. веку, отприлике један на хиљаду становника годишње у развијеним земљама.
| Најчешћи узроци хематемезе изазване крварењем из горњих делова дигестивног система | Најчешћи узроци хематемезе изазване крварењем из горњих делова дигестивног система |
| Узрок                                                                              | Учесталост (%)                                                                     |
| ---------------------------------------------------------------------------------- | ---------------------------------------------------------------------------------- |
| Улкусна болест                                                                     | 35-50                                                                              |
| Ерозије желуца и дванаестопалачног црева                                           | 8-15                                                                               |
| Езофагитис                                                                         | 5-15                                                                               |
| Варикозитетети једњака                                                             | 5-10                                                                               |
| Mallory-Weiss лезија                                                               | 15                                                                                 |
| Малигнитети горњих делова ГИС-а                                                    | 1                                                                                  |
| Васкуларне малформације                                                            | 5                                                                                  |
| Ретки други узроци                                                                 | 5                                                                                  |

Морталитет
Код крварења из горњих партија дигестивног система чак и у условима најквалитетнијег лечења, значајног напретка у дијагностици и неоперативним начинима заустављања крварења, технолошким достигнућима пре свега у домену интензивне неге, укупан морталитет (смртност) износи 7-10% чија се учесталост није променила у последњих четрдесет година.

## Етиопатогенеза
Крварење из желуца и црева делимо на оно из горњег и доњег дела дигестивног система. Treitzov лигамент представља, оријентирну (природну) границу између горњег и доњег дела дигестивног система. Како хематемеза настаје као један од клиничких знакова крварења из горњег дела дигестивног система, на доњој табели приказане су болести код којих се она најчешће може јавити и њена учесталост:
| Уобичајени узроци хематемезе | Уобичајени узроци хематемезе |
| Орган                        | Болести |
| ---------------------------- | --- |
| Једњак                       | - Рефлукс езофагитис - и друга стања повезана са хијаталном килом (хернијом) - Езофагеални варикси (портална хипертензија) - Тумори једњака - Mallory-Weiss лезија |
| Желудац                      | - Чир на желуцу - обични бенигни - Хеморагични гастритис - Желудачни варикозитети - Рак желуца - Делафојве лезија                                                  |
| Дванаестопалачно црево       | - Чир на дванаестопалачном цреву - Запаљење дуоденума |

Једњак
У најчешће узроке повраћања крви из једњака су крварења настала као последица порталне хипертензије. Езофагеални варикси (непосредно повезани са порталном хипертензијом) у 10-30% случајева главни су узрок хематемеза код болесника у већини западних земаља. 
Значајно ређе хематемаза се јавља код, езофагитиса, насталог као секундарна последица гастро-оесофагеалног рефлукса. 
Рак једњака ретко је праћен крварењем, па самим тим и хематемезом.
Желудац
Чир на желуцу, који може бити лоциран; на телу, антруму или препилоричнном делу желуца, један је од најчешћих узрока хематемезе. Масивна хематемеза код овог чира може бити изазвана крварењем након инвазије гризлице у велике крвне судове (нпр артерије слезине). 
Гастритис може бити један од честих узрок хематемезе изазване дифузним крварењем у желуцу. 
Задњих неколико деценија све већа употреба нестероидних антиинфламаторних лекова (НСАИЛ) повезана је са хематемезом изазваном улцерацијама на зиду желуцу, код болесника старије животне доби. Упркос употреби Cox2 инхибитора, улцерације на желуцу праћене хематемезом, и даље се дешавају, нарочито када су прописани антиартритични лекови из групе аспирина. 
Хематемеза код Mallory-Weiss лезија настаје као последица пораста интраабдоминалног и грудног притисака. Карактерише се појавом хематемезе након почетног периода крварења без повраћања.
Варикозитети у желуцу као и у једњаку, могу се јавити истовремено, и најчешће су изазвани порталаном хипертензијом. 
Рак желуца није чест узрок хематемеза али крварећи чир на желуцу временом може прећи у малигнитет, што се доказује након биопсије.
Дванаестопалачно црево
Чир на дванаестопалачном цреву традиционално најчешћи је узрок хематемеза и мелене. Он је обично лоциран на задњем зиду дуоденума и карактеристично је за њега је крварења као последица продора гризлице у зид гастродуоденалне артерије. Крварење код овог чира може бити издашно али обично је мањег интензитета. 
У западним друштвима, док се број болесника са чиром на дванаестопалачном цреву се све више смањује, непрестано раста број оних са улцерацијама на желуцу, нарочито код старијих пацијената на НСАИЛ-у.

## Прогноза
Прогноза, болести праћене хенатемезом зависиће од основне узрока крварења у горњим партијама ГИС-а и клиничког стања пацијента. Свеукупно, болесници са хематемезом имају високу стопу морталитета и морбидитета која варира од 5% до 20% у већини случајева.
На лошу прогнозу болесника који повраћају крв утиче то што је већина болесника са хематемеза старије животне доби, често са срчаним и плућним болестима. Такође старији болесници са хематемезом јако лоше толеришу операцију, па се код њих као и код већине других препоручује лечење ендоскопским методама и другим мерама интензивног лечења у одељењима интензивне неге.

## Диференцијална дијагноза
| Диференцијално дијагностичке разлике крварења из гастро-интестиналног тракта | Диференцијално дијагностичке разлике крварења из гастро-интестиналног тракта | Диференцијално дијагностичке разлике крварења из гастро-интестиналног тракта |
| Хематемеза                                                                   | Мелена | Хематохезија |
| ---------------------------------------------------------------------------- | --- | --- |
| Крварење из горњих делова ГИС-а                                              | Крварење из горњих делова ГИС-а Могуће крварење из танког црева и цекоасцендентног дела колона (успорен транзит или је крварење мањег интензитета - разграђена крв - деградација цревних бактерија Псеудомелена (препарати гвожђа, бизмута, обојени сокови) | Крварење из горњих делова ГИС-а Могућа крварења из горњих делова ГИС-а (5-10% могућа брза пражњења црева - задржавање крви у цревима мање од od 8 h или губитак крви већи од 1.000 ml) |